# Живково (Шуменская область)
Живково (болг. Живково) — село в Болгарии. Находится в Шуменской области, входит в общину Хитрино. Население составляет 611 человек.

## Политическая ситуация
В местном кметстве Живково, в состав которого входит Живково, должность кмета (старосты) исполняет Бахти Халид Селим (Движение за права и свободы (ДПС)) по результатам выборов.
Кмет (мэр) общины Хитрино — Нуридин Басри Исмаил (ДПС) по результатам выборов.

## Фото

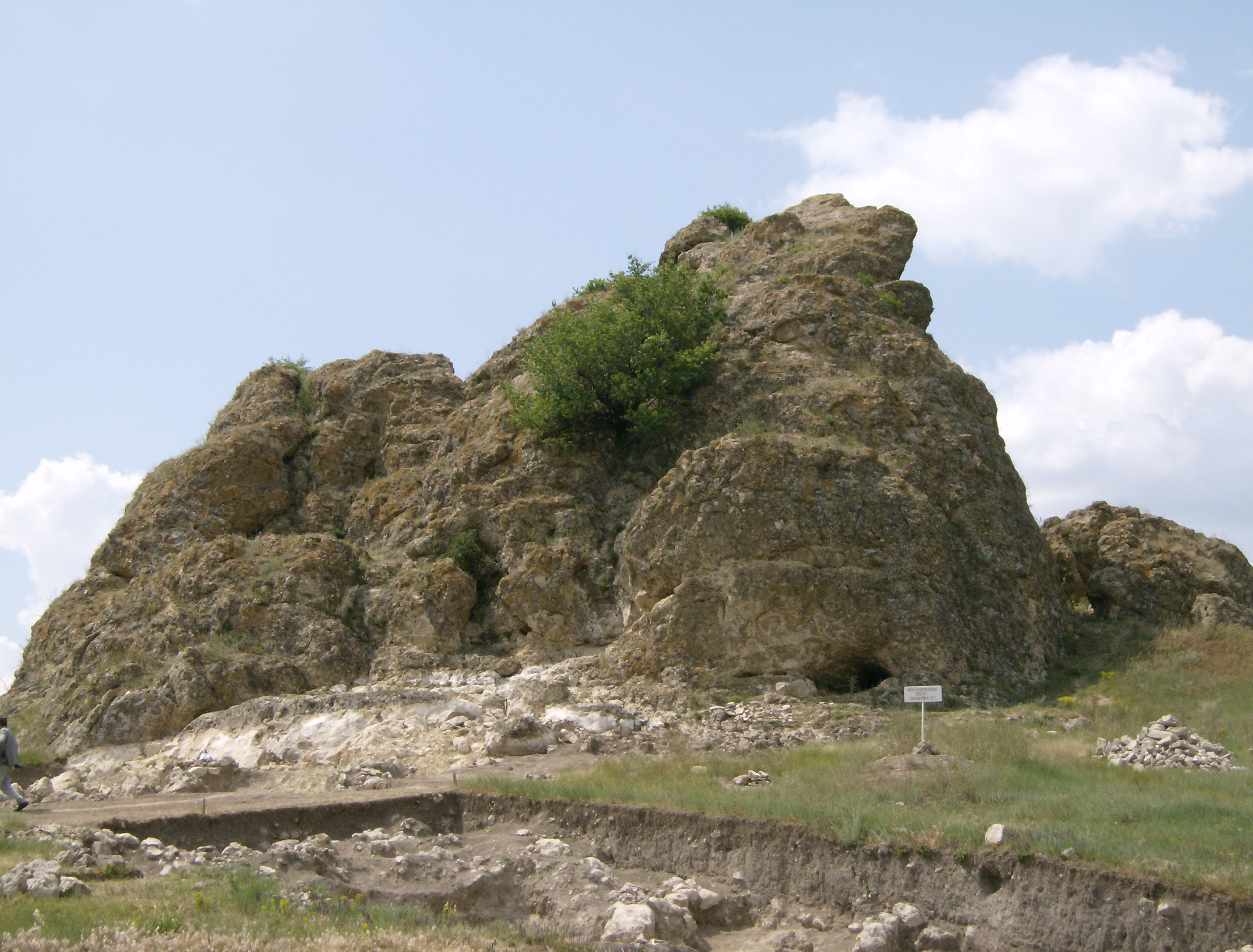
Красная порода и археологические останки.
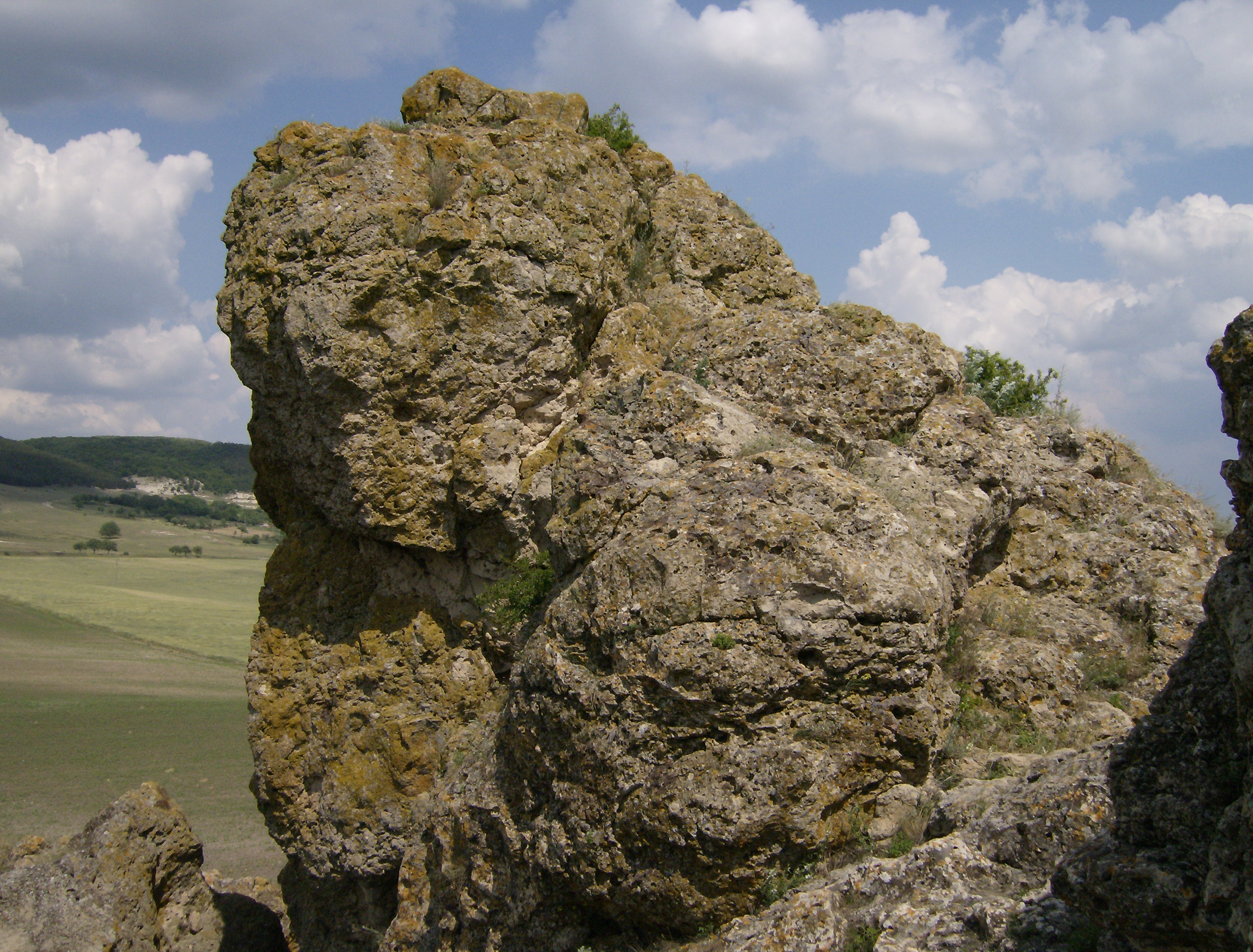
Красная порода - самая высокая часть.
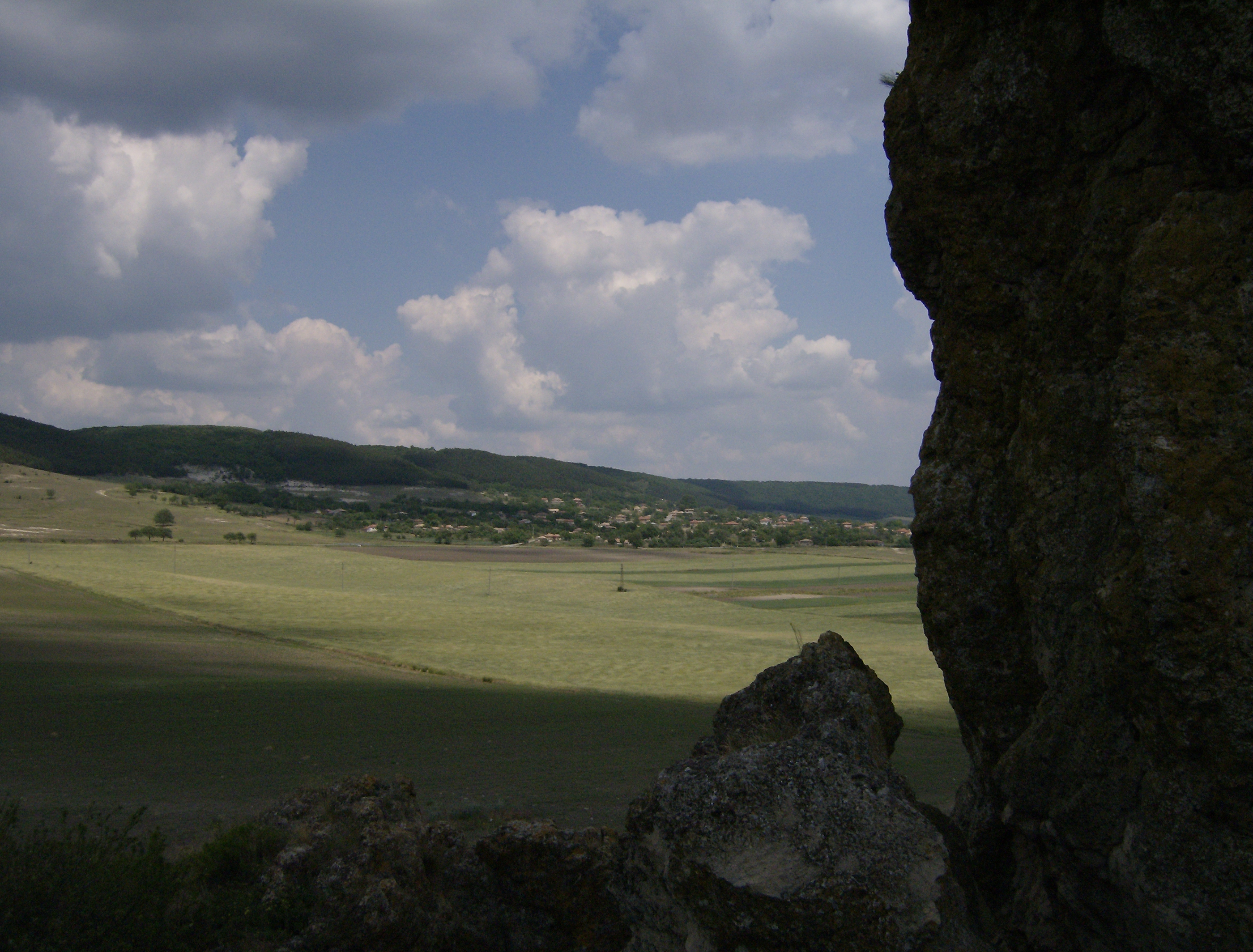
Живково.
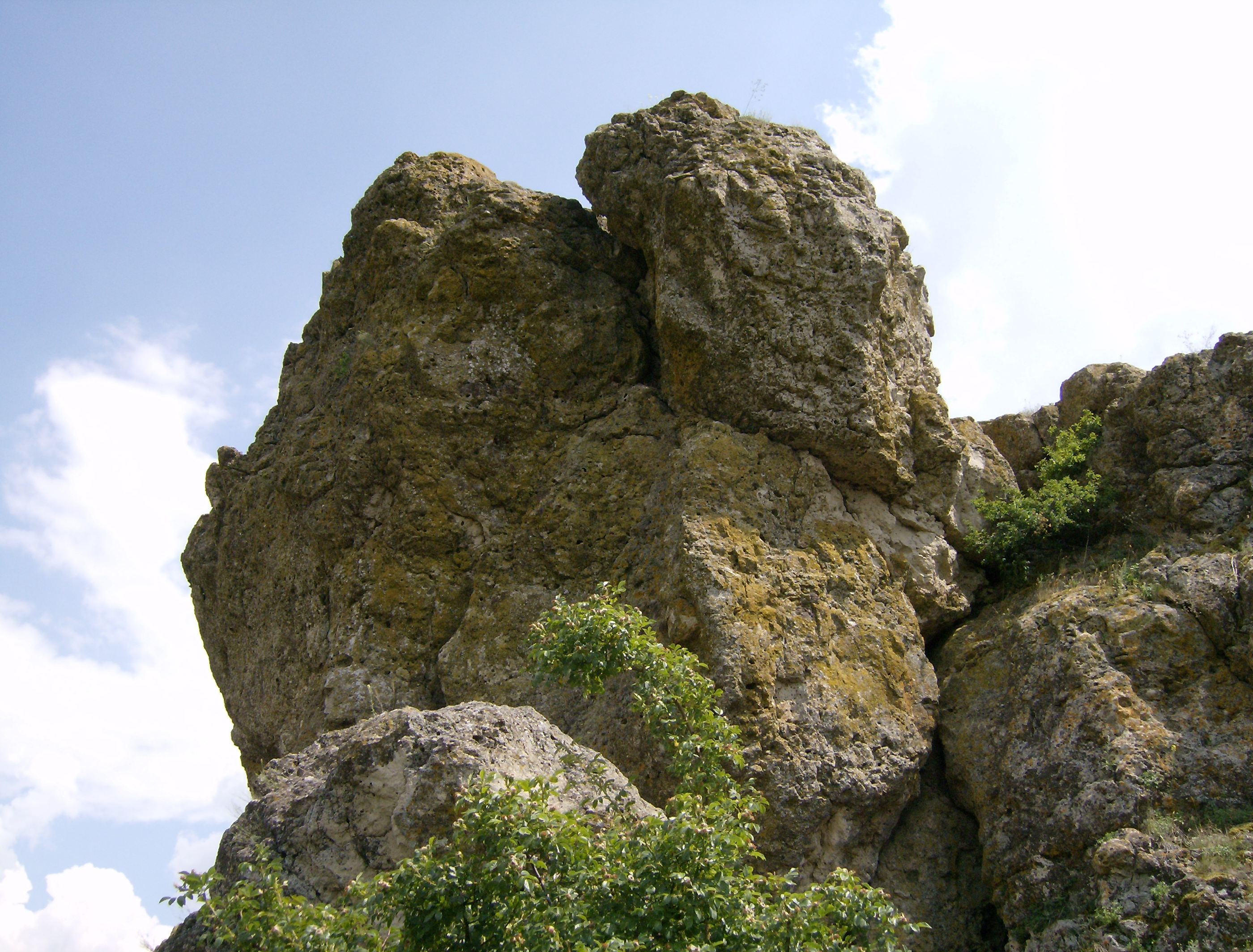
Крассая порода.
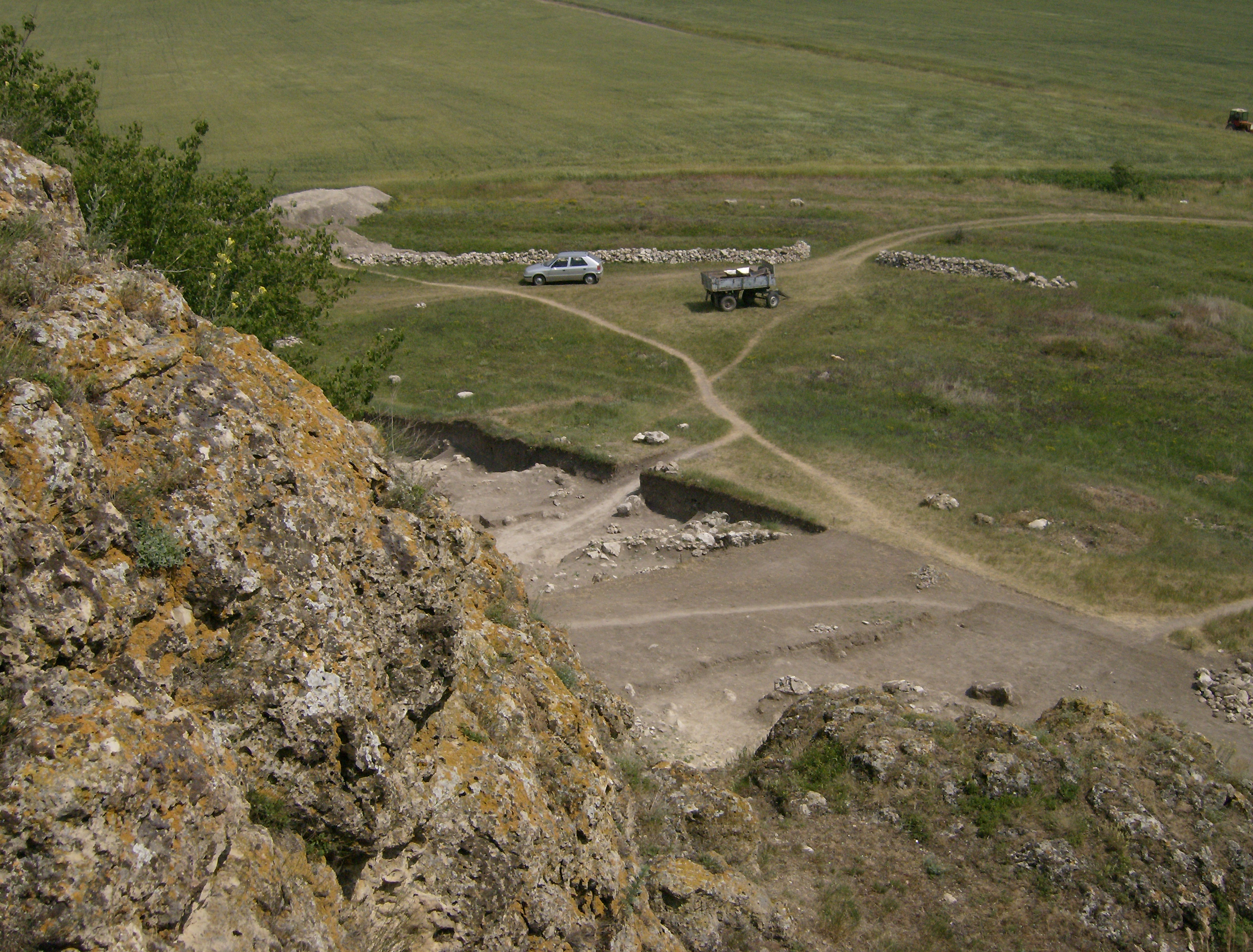
Фракийское светилище.
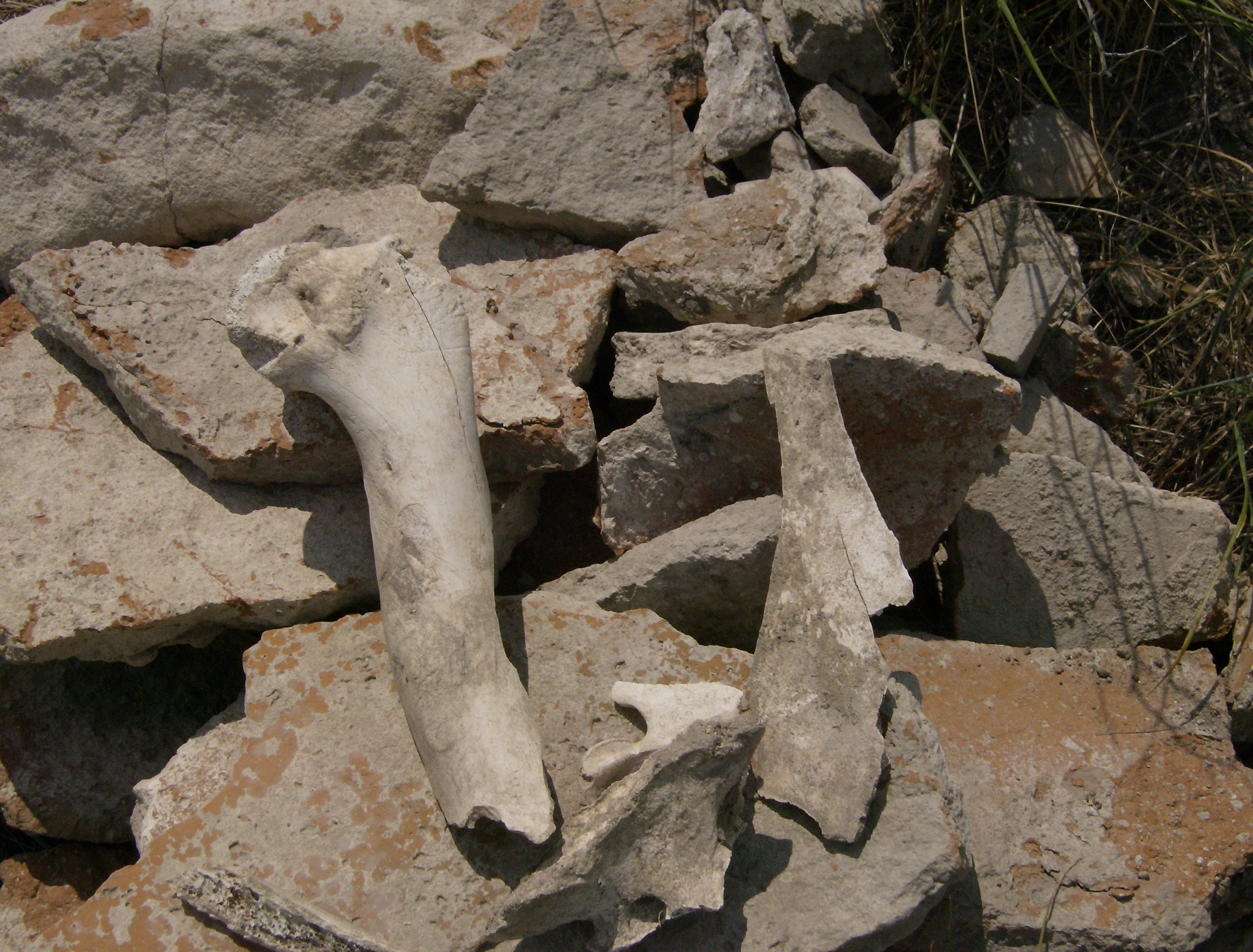
Кости и остатки судов.
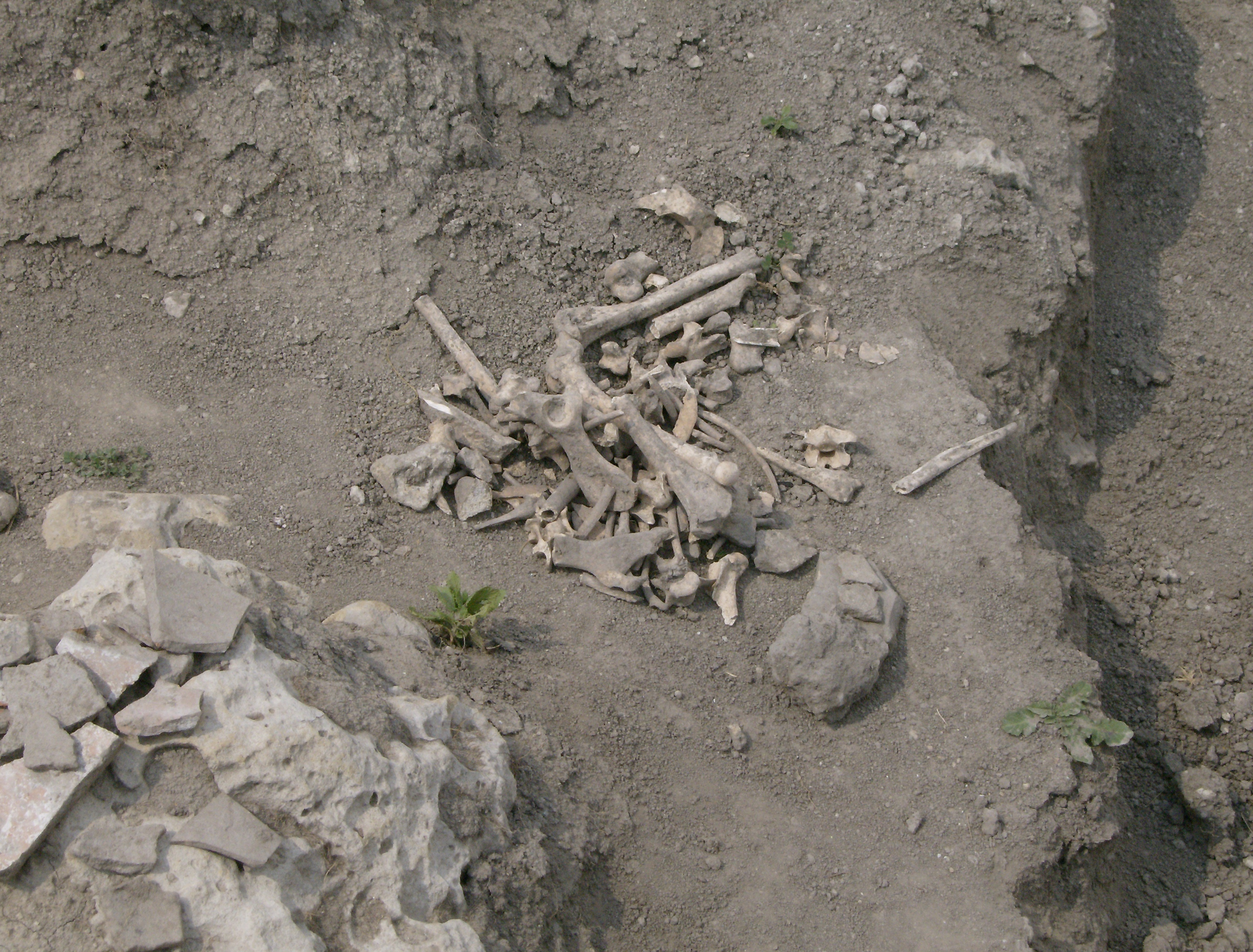
Кости ритуально убитых животных.